# Goianira (kommun)
Goianira är en kommun i Brasilien.   Den ligger i delstaten Goiás, i den centrala delen av landet, 180 km väster om huvudstaden Brasília. Antalet invånare är 34 061.
Följande samhällen finns i Goianira:
- Goianira

Omgivningarna runt Goianira är huvudsakligen savann. Runt Goianira är det tätbefolkat, med 849 invånare per kvadratkilometer.